# Trương Quốc Cường
Trương Quốc Cường (sinh năm 1961) là một chính trị gia người Việt Nam. Ông từng giữ chức vụ Thứ trưởng Bộ Y tế Việt Nam.
Ông đã bị khai trừ khỏi Đảng Cộng sản Việt Nam và đang bị khởi tố do có liên quan đến vụ án thuốc ung thư giả của VN-Pharma.

## Xuất thân
Ông sinh năm 1961, quê quán ở tỉnh Hưng Yên.

## Giáo dục
Thạc sĩ tại LB Nga.

## Sự nghiệp
Vào năm 2006, ông là Phó Cục trưởng Cục Quản lý Dược, Bộ Y tế.
Từ năm 2007, ông là Cục trưởng Cục Quản lý Dược, Bộ Y tế.
Ngày 25 tháng 4 năm 2013, ông được Bộ trưởng Bộ Y tế Nguyễn Thị Kim Tiến bổ nhiệm lại chức vụ Cục trưởng Cục Quản lý Dược Việt Nam (Quyết định số 1369/QĐ-BYT).
Ngày 21 tháng 11 năm 2016, Thủ tướng Chính phủ bổ nhiệm ông Trương Quốc Cường, Cục trưởng Cục Quản lý Dược, Bộ Y tế giữ chức vụ Thứ trưởng Bộ Y tế theo Quyết định 2258/QĐ-TTg.

## Trách nhiệm trong vụ án thuốc ung thư giả của công ty VN-Pharma
Ông Trương Quốc Cường khi còn trên cương vị là người đứng đầu Cục quản lý dược, nhận được các báo cáo về việc giá thuốc H-Capita của công ty VN Pharma có điểm bất thường, ông đã chỉ đạo việc thanh kiểm tra nội bộ và ký công văn kiến nghị gửi cho cơ quan công an để điều tra làm rõ vụ việc.

## Khởi tố, kỷ luật và bị bắt
Ngày 04 tháng 11 năm 2021, ông Trương Quốc Cường  bị khởi tố
Ngày 19/11/2021, tại trụ sở Trung ương Đảng, Tổng Bí thư Nguyễn Phú Trọng chủ trì họp Bộ Chính trị, Ban Bí thư để xem xét, thi hành kỷ luật Ban cán sự đảng Bộ Y tế. Đối với ông Trương Quốc Cường, với cương vị Uỷ viên Ban cán sự đảng, Thứ trưởng Bộ Y tế (từ ngày 21/11/2016 đến nay) và Bí thư Đảng uỷ, Cục trưởng Cục Quản lý dược các nhiệm kỳ 2010 - 2015, 2015 - 2020, Cục trưởng Cục Quản lý dược (từ ngày 01/8/2007 đến ngày 20/11/2016), ông cùng chịu trách nhiệm về vi phạm, khuyết điểm của Ban cán sự đảng Bộ Y tế nhiệm kỳ 2016 - 2021.
Ông Cường đã vi phạm các nguyên tắc, quy chế, quy định của Đảng, vi phạm những điều đảng viên không được làm; thiếu trách nhiệm, buông lỏng lãnh đạo, chỉ đạo, thiếu kiểm tra, giám sát, để xảy ra nhiều vi phạm pháp luật trong cấp phép cho thuốc giả nguồn gốc, xuất xứ lưu hành, gây hậu quả rất nghiêm trọng, làm thất thoát, lãng phí tiền, tài sản của Nhà nước, ảnh hưởng đến chủ trương của Đảng, chính sách của Nhà nước về bảo vệ, chăm sóc sức khoẻ của nhân dân, gây bức xúc xã hội, làm giảm uy tín tổ chức đảng, ngành Y tế và cá nhân ông; để nhiều cán bộ bị xử lý kỷ luật, xử lý hình sự, cá nhân ông bị xử lý hình sự.
Vi phạm của ông Trương Quốc Cường là rất nghiêm trọng, làm thiệt hại, thất thoát, lãng phí lớn tiền, tài sản, tài nguyên, khoáng sản của Nhà nước, làm giảm uy tín của ngành Y tế, của tổ chức đảng, chính quyền tỉnh Hà Nam và cá nhân mỗi người, gây bức xúc trong xã hội, phải được xem xét thi hành kỷ luật nghiêm minh theo quy định của Đảng.
Ban bí thư quyết định thi hành kỷ luật bằng hình thức khai trừ ra khỏi Đảng đối với ông Trương Quốc Cường.
Ngày 10-12-2021, Viện kiểm sát nhân dân tối cao đã ra quyết định thay thế biện pháp ngăn chặn đối với ông Trương Quốc Cường, thứ trưởng Bộ Y tế: áp dụng biện pháp bắt tạm giam đối với ông Trương Quốc Cường thay thế biện pháp "cấm đi khỏi nơi cư trú" đã được phê chuẩn trước đó, để phục vụ công tác truy tố và xét xử.
Ngày 8-1-2022, Viện kiểm sát nhân dân tối cao đã ban hành cáo trạng truy tố thứ trưởng Bộ Y tế Trương Quốc Cường  trong vụ án "buôn bán hàng giả là thuốc chữa bệnh mang nhãn mác Health 2000 Canada; thiếu trách nhiệm gây hậu quả nghiêm trọng; lợi dụng chức vụ, quyền hạn trong khi thi hành công vụ, xảy ra tại TP.HCM, các tỉnh, thành phố khác và Cục Quản lý dược, Bộ Y tế".
Ngày 9/2/2022, ông Trương Quốc Cường bị Phó Thủ tướng Thường trực Chính phủ Phạm Bình Minh ra quyết định buộc thôi việc, thôi giữ chức Thứ trưởng Bộ Y tế.

## Vụ án buôn thuốc giả của VN Pharma
Ngày 12-5, TAND TP Hà Nội mở phiên tòa xét xử ông Trương Quốc Cường và 13 bị cáo trong vụ án "buôn bán hàng giả là thuốc chữa bệnh mang nhãn mác Health 2000 Canada; thiếu trách nhiệm gây hậu quả nghiêm trọng; lợi dụng chức vụ, quyền hạn trong khi thi hành công vụ, xảy ra tại TP.HCM, các tỉnh, thành phố khác và Cục Quản lý dược, Bộ Y tế".
Viện kiểm sát xác định cựu thứ trưởng Trương Quốc Cường lúc đó là cục trưởng Cục Quản lý dược và thuộc cấp đã thiếu trách nhiệm hoặc có động cơ cá nhân, làm trái công vụ dẫn đến việc 7 loại thuốc giả được cấp phép và lưu hành tại Việt Nam.
Trước đó, bị cáo Nguyễn Minh Hùng (cựu chủ tịch hội đồng quản trị, kiêm tổng giám đốc Công ty VN Pharma) bị tuyên 17 năm tù; Võ Mạnh Cường (cựu giám đốc Công ty trách nhiệm hữu hạn thương mại hàng hải quốc tế) bị tuyên phạt 20 năm tù cùng về tội "buôn bán hàng giả là thuốc chữa bệnh".
HĐXX đánh giá, vụ án có tính chất đặc biệt nghiêm trọng, hàng hóa bị buôn bán về Việt Nam dùng chữa bệnh cho người, thuộc nhiều chủng loại, đa phần là kháng sinh điều trị nhiễm trùng nặng. Đây là mặt hàng đặc biệt do Nhà nước độc quyền quản lý.
Chiều 19-5, tòa tuyên phạt bị cáo Trương Quốc Cường 4 năm tù về tội thiếu trách nhiệm gây hậu quả nghiêm trọng. Bị cáo Nguyễn Minh Hùng lãnh 18 năm tù về tội buôn bán hàng giả là thuốc chữa bệnh, cộng với bản án trước đó 17 năm tù, tổng hợp là 30 năm tù. 12 bị cáo còn lại lãnh từ 2 đến 20 năm tù về một trong ba tội danh: thiếu trách nhiệm gây hậu quả nghiêm trọng, buôn bán hàng giả là thuốc chữa bệnh hoặc lợi dụng chức vụ, quyền hạn trong thi hành công vụ.